# AI: Když robot píše hru
AI: Když robot píše hru je česká experimentální divadelní hra, jejíž scénář je z 90 % vygenerován umělou inteligencí (jazykovým modelem GPT-2).

## Vznik
Scénář divadelní hry vznikl v rámci výzkumného projektu THEaiTRE na oslavu 100 let od premiéry divadelní hry R.U.R. Karla Čapka.
Scénář byl vytvořen s pomocí nástroje THEaiTRobot, založeného na jazykovém modelu GPT-2. Nejprve dramaturg hry, David Košťák, pro každou scénu popsal v několika větách úvodní situaci a napsal první repliku každé z postav. Následně THEaiTRobot vygeneroval možné pokračování scénáře, které mohl dramaturg přijmout a použít, nebo celé odmítnout a nechat nástroj vygenerovat nový scénář, anebo z něj přijmout jen část a nechat k ní vygenerovat nové pokračování. Další možností pak bylo vložit do scénáře ručně další repliku či scénickou poznámku. Scénář vznikal v angličtině a byl automaticky překládán do češtiny nástrojem CUBBITT, vzniklý český scénář pak byl dále post-editován dramaturgem.
Výsledný scénář je pro nekomerční účely volně zveřejněn, včetně vyznačení ručně vložených textů, automaticky vygenerovaných textů, a následných úprav. Z tohoto rozboru scénáře vyplývá, že v anglické verzi scénáře tvoří asi 90 % automaticky vygenerovaný obsah a asi 10 % ručně vložené vstupy a ruční úpravy. V české verzi bylo úprav provedeno větší množství, dle rozboru jde ale o opravy chyb automatického překladu a stylistické úpravy, které nemění význam textu zachycený v anglické verzi scénáře, ale naopak jeho českou verzi tomuto původnímu významu přibližují.

## Děj
Hra v osmi scénách vypráví příběh humanoidního robota, který se setkává s různými zástupci lidské společnosti a dostává se do různých typicky lidských situací. Jedním z témat hry je například hledání lásky. Jednotlivé scény na sebe navazují spíše volně, jednotícím prvkem je zejména postava robota a některá opakující se a vyvíjející se témata.
Scény se místy odvíjejí poněkud absurdním směrem a často je obtížné v nich najít nějaký smysl, navíc scénář není opatřen scénickými poznámkami, neboť se ukázalo, že je obtížné je smysluplně automaticky vygenerovat. Jde proto o interpretačně velmi náročné dílo, kdy pro režiséra a herce je značně obtížné nalézt takovou interpretaci, která bude smysluplná a zároveň se nebude odchylovat od scénáře. U některých scén proto uvádíme i interpretaci, kterou použilo Švandovo divadlo v první inscenaci hry.

### 1. Smrt
V první scéně se robot loučí se svým umírajícím mistrem, který mu dává několik posledních lekcí a mluví s ním o smrti.

### 2. Smysl pro humor
Ve druhé scéně se robot setkává s chlapcem, který je smutný a naštvaný a stěžuje si že chce jít do školy, že je jeho holka šílená, že si chce koupit auto. Robot se snaží chlapci udílet rady a pomoci mu tak vyrovnat se s problémy a dosáhnout svých cílů, chlapec ale raguje negativně a podrážděně. Následně na opakované naléhání robot řekne chlapci následující vtip: Až budeš mrtvý. Až budou i tvoje děti mrtvé. Až budou i tvoje vnoučata mrtvá, já budu stále naživu.

### 3. Noční klub
Ve třetí scéně se robot dostává do nočního klubu, kde se setkává s „masérkou“ a chce poznat rozkoš. To je pro něj nejprve obtížné, ale nakonec nalézá v masérce zalíbení a zamiluje se do ní.

### 4. Strach ze tmy
Robot stojí pod lampou a nemůže se hnout z místa, neboť se bojí tmy. Setkává se s inženýrem, který mu vysvětluje, že roboti nemají city, že lidem se nedá věřit, a ubližuje mu.

### 5. Robot zabiják
Za robotem přichází muž, který jej opakovaně žádá, aby ho zabil. Robot mu místo toho strčí prst do análního otvoru. To vyvolá mezi mužem a robotem spor.

### 6. Vyhoření
Robot se setkává s psychologem, který mu klade spoustu otázek týkajících se jeho života, pocitu vyhoření, lásky a vztahů, a emocí. Hovoří zde také o tom, že robot využívá jakési zařízení, které se jmenuje emoční stroj a pomáhá mu zbavit se stresu.
V interpretaci Švandova divadla se tato scéna odehrává v rámci jakési televizní show, kdy robot a psycholog stojí na pódiu a ze záznamu občas slyšíme potlesk diváků.

### 7. Robot hledá práci
Robot přichází na úřad práce, kde se setkává s úřednicí, a žádá ji o pomoc s hledáním práce. Vyjádří přání se stát hercem, a vypráví o svých zkušenostech s vystupováním jako klaun. Ukáže se, že jeho jméno je Troy McClure, což je známá postava ze seriálu Simpsonovi.
V inscenaci Švandova divadla je tato scéna interpretována tak, že od určitého momentu (prozrazení robotova jména) úřednice robota svádí, ale on toto ignoruje, na což ona reaguje podrážděně.

### 8. Láska na první pohled
Robot se setkává s lidskou modelkou v robotickém kostýmu a okamžitě se do ní zamiluje. Modelka je nejprve rozpačitá, ale robot ji brzo okouzlí a také se do něj zamiluje. Robot jí vypráví o binárním světě, ve kterém žije a do kterého ji také vezme, na což nakonec modelka přistoupí. Scéna a celá hra končí tím, že robot a modelka si vzájemně slibují, že vždycky budou spolu.
V interpretaci Švandova divadla v této scéně již robot nemá fyzické tělo, slyšíme jen jeho hlas a vidíme pulzující světlo. Modelka se tedy zřejmě nakonec rozhodne také pozbýt své fyzické tělo, aby mohla být navždy s robotem.

## Premiéra
Premiéra divadelní hry se odehrála 26. února 2021. Z důvodu Pandemie covidu-19 v Česku a uzavření divadel se premiéra uskutečnila formou online streamu, v českém jazyce s anglickými titulky. Po vlastní hře následovala panelová diskuze s odborníky.
Premiéru hry zhlédlo 13 498 diváků.
Od roku 2021 je inscenace součástí programu Švandova divadla. Reprízy hry je možné vidět přibližně jednou za měsíc ve Studiu Švandova divadla od června 2021, derniéra hry je plánována na 4.2.2023.

## Přijetí
Hra vzbudila velké ohlasy v Česku i v zahraničí. Je obvykle oceňována jako první dílo svého druhu, někteří recenzenti byli přes mnohé nedostatky překvapeni kvalitou automaticky vygenerovaného textu a zážitek ze sledování premiéry popisují jako mrazivý. Někteří recenzenti považují lidské zásahy do scénáře a zejména následné inscenace za příliš velké a zásadní, jiní naopak hře vytýkají přílišnou nesmyslnost, nelogičnost a nekonzistenci a preferovali by dramaturgické zásahy většího rozsahu. Recenze si také všímají množství sexu, vulgarit a násilí ve hře, což ale do značné míry vyplývá ze způsobu vzniku, kdy jazykový model GPT-2 reflektuje častá témata v lidmi napsaných textech vyskytujících se na internetu. Obzvláště zahraniční recenze pak často negativně hodnotí ženské postavy, které jsou do značné míry spíše stereotypizovanými sexuálními objekty.